# 3DLDF
GNU 3DLDF ist ein GNU-Software-Paket für technische 3D-Zeichnungen. Zurzeit ist die einzige Ausgabe MetaPost-Code, aber an einer 3D-Grafikausgabe für die Eingliederung in TeX-Dokumente wird gearbeitet. Das Programm wurde von Laurence D. Finston geschrieben.

## Name
3DLDF steht für 3D plus den Initialen des Autors (LDF). Der Name wurde ausgewählt, weil der Autor es für unwahrscheinlich hielt, dass das Programm so mit einem anderen 3D-Grafiksoftwarepaket verwechselt werden könnte.

## Geschichte
3DLDF schien nicht ein reines MetaPost-Paket zu sein, da es in C++ geschrieben wurde und CWEB (kreiert von Donald Knuth und Silvio Levy) nutzt, aber im Jahre 2004 wurde es als das größte und vielversprechendste Projekt für eine MetaPost’s 3D Zeichnungsfähigkeit angesehen.